# Шуміліна Ольга Анатоліївна
Ольга Анатоліївна Шуміліна (нар. в Донецьку) — український науковець-музикознавець, доктор мистецтвознавства (2013), доцент (2008), професор (2022) у Львівській національній музичній академії ім. М. В. Лисенка, лауреат Премії імені М.В.Лисенка (2025).

## Життєпис
У 1995 році закінчила Донецьку державну музичну академію ім. С. С. Прокоф'єва за спеціальністю «Музикознавство». Протягом 1995—2000 навчалася в аспірантурі, а з 2008 до 2011 — в докторантурі Національної музичної академії України ім. П. І. Чайковського.
З 2001 по 2014 рік працювала викладачем кафедри теорії музики в Донецькій державній музичній академії ім. С. С. Прокоф'єва. З лютого 2015 року обіймає посаду професора кафедри теорії музики у Львівській національній музичній академії ім. М. В. Лисенка, де викладає поліфонію, сольфеджіо та інші дисципліни музично-теоретичного напряму.
У 2004 році захистила кандидатську дисертацію «Перехідні процеси в українській партесній музиці середини XVIII ст. (за матеріалами київської колекції рукописних пам'яток)», а в 2013 році — докторську дисертацію «Стильова динаміка української духовної музики XVII—XVIII ст. (за матеріалами рукописних колекцій)». Обидві роботи підготувала під керівництвом професора Л. П. Корній у Національній музичній академії України ім. П. І. Чайковського.
Її наукові інтереси охоплюють дослідження музично-рукописної спадщини партесного і ранньокласичного періодів, церковного багатоголосся XVII—XVIII століть, партесного співу концертного стилю, творчості маловідомих композиторів тієї епохи (зокрема Миколи Дилецького, Івана Домарацького, Германа Левицького) та Максима Березовського. Активно працює в архівах України та інших країн, публікуючи результати своїх досліджень. Авторка понад 100 наукових праць.
Реконструйовані нею твори, серед яких восьмиголосі партесні концерти І. Домарацького та Г. Левицького, «Служба Думи» (Домарацького), чотириголосі партесні концерти Миколи Дилецького, віднайдені хорові концерти Максима Березовського та ін., увійшли до репертуару камерного хору «Київ».
У ході наукової діяльності вона активно подорожує країнами Європи, займаючись дослідженням архівних рукописів. Її нещодавнє відкриття стало сенсацією: дослідниця знайшла одну з перших українських опер — «Креонт» Дмитра Бортнянського, яку протягом 250 років вважали втраченою.

## Праці
Окремі публікації:
1. Шуміліна, Ольга. «Опера Креонт Дмитра Бортнянського: з Португалії – в Україну» // Часопис НМАУ імені П. І. Чайковського. Київ, 2024. — № 2 (63). — С. 37–54.
2. Стильова динаміка української духовної музики XVII–XVIII століть (за матеріалами рукописних колекцій). Монографія. – Донецьк : «Браво», 2012. – 299 с.
3. Українське партесне багатоголосся як перехід від модальної до функціональної гармонії // Київське музикознавство. – Київ, 2000. – Вип. 3. – С. 23 – 33.
4. Невідомі партесні твори з рукописного комплекту Київського Златоверхо-Михайлівського монастиря // Київське музикознавство. – Київ, 2000. – Вип. 5. – С. 206–215.
5. Про поліфонію в українських партесних творах 50–60-х років XVIII століття // Теоретичні та практичні питання культурології. – Мелітополь, 2002. – Вип. ХІ. – С. 40–51.
6. Хорові твори українських композиторів другої половини XVIII століття (за матеріалами рукописної пам’ятки) // Мистецтвознавство України. – К., 2004. – Вип. 4. – С. 113–117.
7. Максиму Березовському присвячується: колективна  монографія. Львів: Бона, 2023. 228 с. https://lnma.edu.ua/wp-content/uploads/2019/01/Berez_edit.pdf